# 19 janvier 1964
Le dimanche 19 janvier 1964 est le 19e jour de l'année 1964.

## Naissances
- Ricardo Arjona, chanteur guatémaltèque
- Clinton Smith, joueur américain de basket-ball
- Giovanni Coda, réalisateur et photographe italien
- Andreas Dorau, musicien allemand
- Mounir Beltaifa, ingénieur civil et homme d'affaires tunisien
- Philippe Schwab, haut fonctionnaire suisse

## Décès
- Friedrich Karl Arnold Schwassmann (né le 25 mars 1870), astronome allemand
- Firmin Lambot (né le 14 mars 1886), coureur cycliste belge
- Joe Weatherly (né le 29 mai 1922), pilote automobile américain

## Autres événements
- Sortie américaine du film La Meurtrière diabolique
- Collégiale Saint-Ermel de Vireux-Molhain est l’objet d’un classement au titre des monuments historiques